# Zieke man van Europa

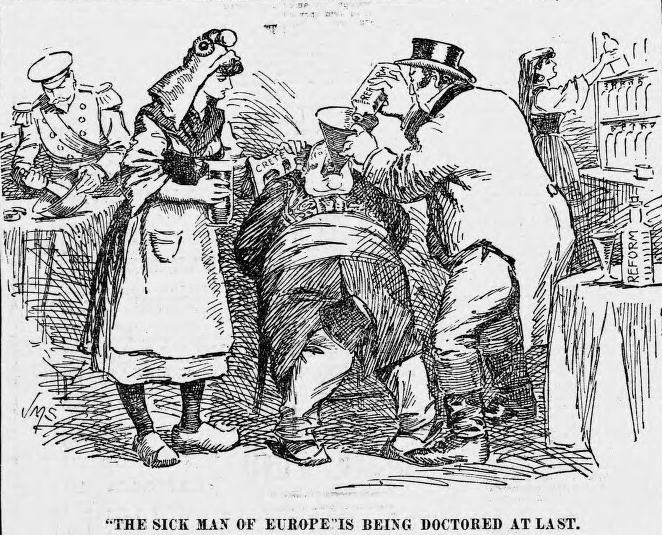
Karikatuurtekening uit 1898 van de "zieke man van Europa"

De zieke man van Europa was de bijnaam van het Ottomaanse Rijk aan het einde van zijn bestaan in de 19e eeuw en duidt op de eens zo machtige positie van het land, dat tot in de 18e eeuw een serieuze rivaal was van vooral Rusland en Oostenrijk. 

## Achtergrond
Sinds de tijd van Napoleon was het Ottomaanse Rijk geen echte bedreiging meer voor Europa en tegen het midden van de 19e eeuw was het op sterven na dood. Het rijk bleef tot in de 20e eeuw bestaan omdat de Britten, Fransen en Russen het elkaar niet gunden dat een van hen de genadeslag toebracht. Zo gauw als het er naar uitzag dat door toedoen van een van deze militair veel sterkere landen het definitieve einde in zicht kwam, sloten de andere twee snel een verbond met de Ottomaanse sultan om zijn instortende rijk weer te versterken. Het resultaat was dan dat bij een nieuw vredesverdrag een stukje Ottomaanse grondgebied afgestaan werd, maar dat het rijk verder toch betrekkelijk ongemoeid werd gelaten.
Het definitieve einde kwam na de Eerste Wereldoorlog. De Ottomanen wedden op het verkeerde paard: de Duitsers. Na de oorlog werd alleen het hartland Anatolië plus de regio rond Istanboel behouden, waar een westers georiënteerde seculiere Turkse nationale staat werd gevestigd door de spreekwoordelijk geworden Jonge Turken onder leiding van Mustafa Kemal Atatürk. De rest van het rijk werd opgedeeld onder de overwinnaars.

## Andere manieren van gebruik
Het begrip is zo ingeburgerd dat het tegenwoordig in allerlei minder florissante situaties wordt gebruikt. Enkele citaten:
- (..) terwijl Duitsland met zijn harde mark nu de zieke man van Europa is.
- Eén miljoen arbeidsongeschikten - Nederland als de zieke man van Europa.
- Dit oplopen van de staatsschuld had tot gevolg dat Frankrijk de reputatie van de zieke man van Europa verkreeg.
- In 2010 ontstond tijdens de regeringsonderhandelingen in België deining toen Bart De Wever in een interview met het Duitse tijdschrift Der Spiegel stelde dat België de zieke man van Europa was[1].